# Проспект Леси Украинки (Днепр)
Проспект Леси Украинки (укр. проспект Лесі Українки) — проспект в Чечеловском и Центральном районах города Днепр, Украина.

## История
Историческое название — Военная. Находится в историческом районе Чечеловка возле металлургического завода. В 1899 году, к столетнему юбилею Александра Пушкина, который некоторое время отбывал ссылку в Екатеринославе, улица была переименована его именем. Позже, в ноябре 1901 года, за счёт горожан, на проспекте был установлен памятник поэту. 16 ноября 2022 переименован в честь Леси Украинки, месяц спустя памятник Пушкину был демонтирован.

## Объекты
- Сквер Героев — парк ракет, памятник ликвидаторам Аварии на Чернобыльской АЭС, мемориальный знак погибшим десантникам, стела «Героям Украины — гордость региона!»
- Сквер имени Героев полка «Днепр-1»
- № 26 — Днепропетровский специализированный клинический медицинский центр матери и ребёнка им. профессора М. Ф. Руднева
- № 29/31 — Центральный суд Днепровского района
- Памятник Юрию Савченко в сквере имени Героев полка «Днепр-1»
- № 65 — Чечеловский районный совет
- № 67 — Чечеловский районный отдел ЗАГС
- Памятник Александру Пушкину (демонтирован в 2022 году)
- № 77Б — Чечеловский районный суд

## Транспорт
- Трамвайные маршруты № 5, а также № 4, 17 (частично)
- Троллейбусные маршруты № 4, А

## Галерея

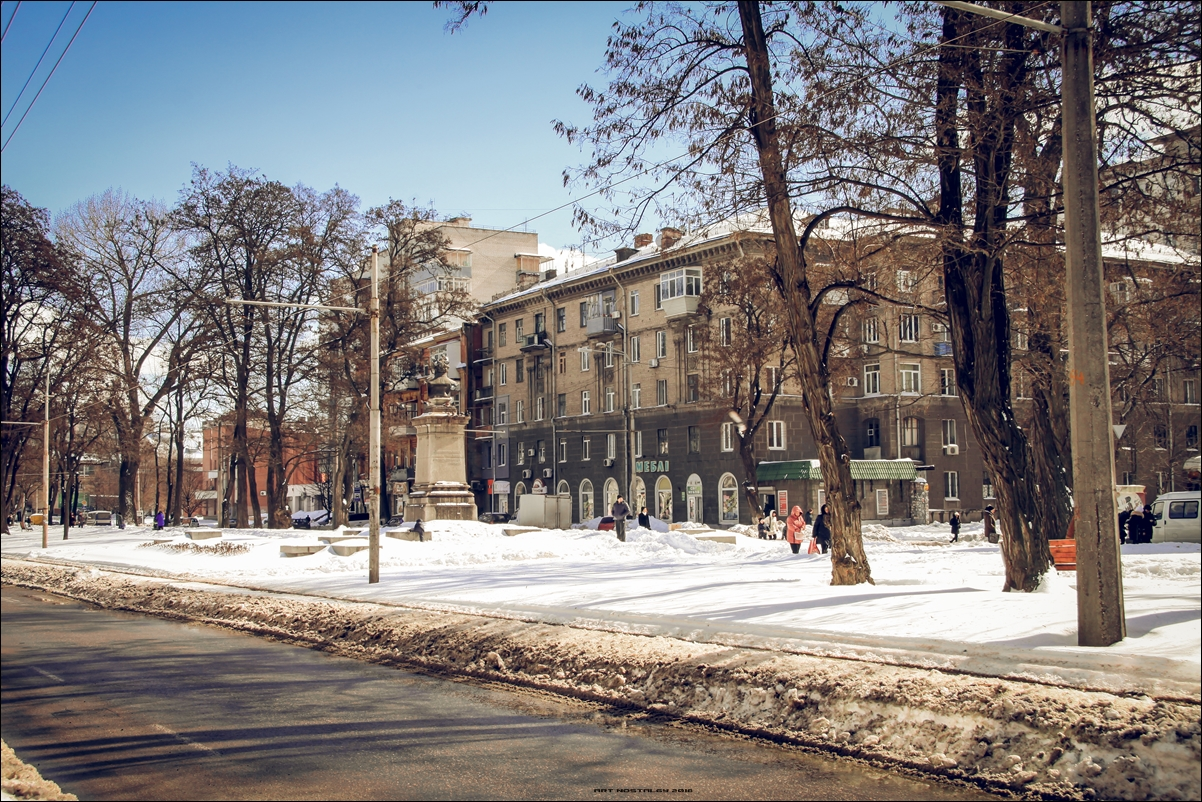
Проспект Леси Украинки
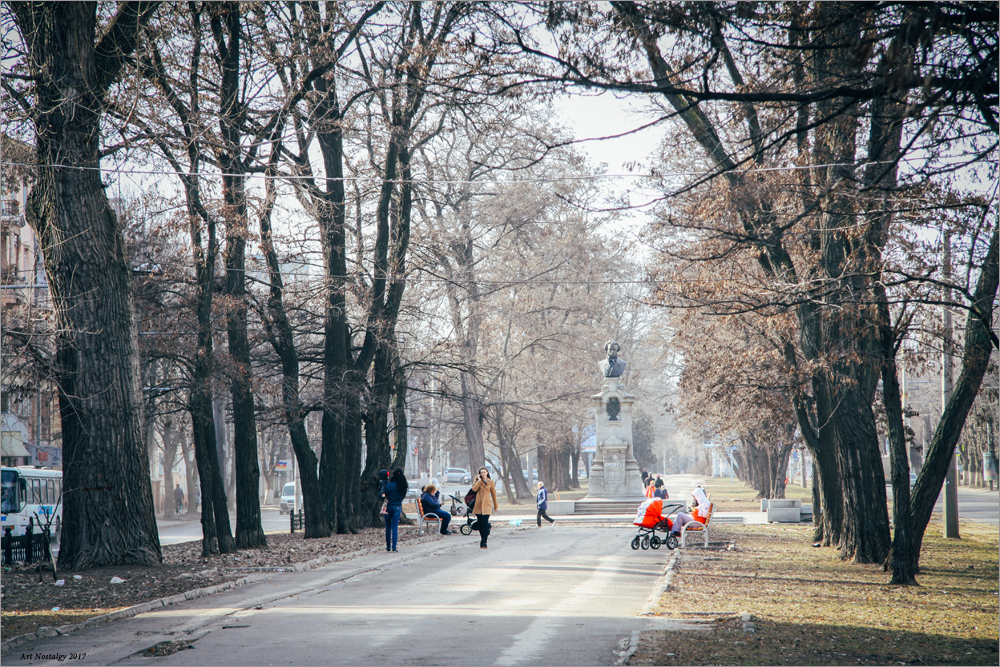
Весенний проспект

## Известные жители
В доме № 37 жил советский детский поэт, писатель Алексей Гаврилович Крылов.